# Liamine
Pour les articles homonymes, voir Liamine (homonymie).
Le Liamine (en russe : Лямин) est une rivière de Russie qui coule dans 
le district autonome des Khantys-Mansis, en Sibérie occidentale. C'est un affluent direct de l'Ob en rive droite.

## Géographie
Le Liamine prend naissance dans les hauteurs modestes des Ouvalys septentrionaux. Dès sa naissance, il coule en direction du sud au sein de la taïga de la plaine de Sibérie occidentale. 
Il se jette dans l'Ob en rive droite, une dizaine de kilomètres en aval du confluent Pim-Ob.
Le Liamine est habituellement pris par les glaces depuis la deuxième quinzaine d'octobre ou la première quinzaine de novembre, jusqu'à la fin du mois d'avril ou au début du mois de mai. 

## Hydrométrie - Les débits à Gorchkovo
Le débit du Liamine a été observé pendant 39 ans (durant la période 1951-1990) à Gorchkovo, localité située à 166 kilomètres de son confluent avec l'Ob. 
Le débit inter annuel moyen ou module observé à Gorchkovo sur cette période était de 100,2 m3/s pour une surface prise en compte de 12 800 km2, soit plus ou moins 90 % du bassin versant total de la rivière qui en compte 14 000.
La lame d'eau écoulée dans cette partie du bassin atteint ainsi le chiffre de 245 millimètres par an, ce qui peut être considéré comme assez élevé, du moins dans le contexte de la Sibérie occidentale, caractérisée par un écoulement assez modéré. 
Comme la plupart des cours d'eau du tiers nord du bassin de l'Ob, le Liamine présente des fluctuations saisonnières modérées. Les crues se déroulent au printemps, en mai et en juin (avec un maximum en juin) et résultent de la fonte des neiges. En juillet, le débit baisse fortement, puis se stabilise pour se maintenir à un niveau fort consistant tout au long du reste de l'été et au début de l'automne, sous l'effet des précipitations sous forme de pluie. En novembre puis décembre survient une nouvelle chute de débit, menant à la période des basses eaux. Celles-ci sont liées à l'hiver russe et à ses importantes gelées ; la rivière atteint alors son minimum, ou étiage, période allant de décembre à avril inclus. 
Le débit moyen mensuel observé en mars (minimum d'étiage) est de 34,1 m3/s, soit environ 14 % du débit moyen du mois de juin (240 m3/s), ce qui souligne l'amplitude, fort modérée pour la Sibérie, des variations saisonnières. À titre de comparaison, ce pourcentage est de 18 % pour la Seine à Paris. Sur la durée d'observation de 39 ans, le débit mensuel minimal a été de 22,4 m3/s (mars 1968), tandis que le débit mensuel maximal s'élevait à 403 m3/s en août 1969.
En ce qui concerne la période estivale, la plus importante car libre de glaces (de juin à septembre inclus), le débit mensuel minimum observé a été de 42,3 m3/s en août 1964, ce qui restait encore abondant.